# Harold Wilson
James Harold Wilson, Rievaulx bárója, KG, OBE, PC, FRS, FSS (Huddersfield, 1916. március 11. –‎ London, 1995. május 24.) brit politikus, az Egyesült Királyság miniszterelnöke. Először 1964 októberétől 1970 júniusáig, másodszor 1974 márciusától 1976 áprilisáig viselte a hivatalt. 1963 és 1976 között a Munkáspárt vezetője volt, 1945 és 1983 között pedig parlamenti képviselőként dolgozott. Wilson az egyetlen munkáspárti vezető, aki négy kormányt is alakíthatott.

## Fiatalkora
A yorkshire-i Huddersfieldben született, politikailag aktív középosztálybeli családban. Wilson ösztöndíjat nyert a Royds Hall Gimnáziumba, majd modern történelmet tanult az oxfordi Jesus College-ban. Később gazdaságtörténetet oktatott az oxfordi New College-ban, majd tudományos munkatársként helyezkedett el az oxfordi University College-ban.

## Politikai pályafutása
Wilsont 1945-ben a parlamentbe választották Ormskirk körzetében, és azonnal kinevezték az Attlee-kormányba parlamenti titkárnak; 1947-ben tengerentúli kereskedelemért felelős miniszter lett, majd röviddel ezután a Kereskedelmi Tanács elnökévé választották. A Munkáspárt 1955-ös választásokon elszenvedett vereségét követően Wilson árnyékkancellárként csatlakozott az árnyékkormányhoz, és 1961-ben árnyék-külügyminiszteri posztra helyezték át. Amikor Hugh Gaitskell, a Munkáspárt vezetője 1963 januárjában hirtelen meghalt, Wilson elindult a megüresedett vezetői pozícióért, majd a munkáspárti tisztújítást megnyerve, az ellenzék vezéreként, és immáron  a Munkáspárt vezetőjeként folytathatta munkáját.
Wilson szűk győzelmet aratott a Munkáspárttal az 1964-es brit általános választáson, így ő lett Nagy-Britannia következő miniszterelnöke. Első miniszterelnöki ciklusa csökkenő munkanélküliséget és viszonylagos gazdasági jólétet hozott, bár ezt később a Nagy-Britannia fizetőképessége körüli problémák beárnyékolták. Az első és a második Wilson-kormány jelentős társadalmi változásokat vitt végbe az Egyesült Királyságban: eltörölték a halálbüntetést, enyhítették a válással kapcsolatos jogszabályokat, és liberalizálták az abortusztörvényt. A program közepette Wilson 1966-ban előrehozott választást írt ki, amelyet a Munkáspárt fölényesen megnyert. 1969-ben a Wilson vezette kormány csapatokat küldött Észak-Írországba.
A Munkáspárt a közvélemény-kutatásokban mért vezető pozíciója ellenére váratlanul elvesztette az 1970-es választásokat Edward Heath konzervatívjaival szemben. Wilson úgy döntött, hogy marad a Munkáspárt vezetésében, és négy évet töltött az ellenzék vezéreként, mielőtt végigvezette a Munkáspártot az 1974. februári választásokon, amelyiken viszont egy párt sem tudott többséget szerezni. Bár a konzervatívok több szavazatot szereztek, mint a Munkáspárt, Heath tárgyalásai a Liberális Párttal kudarcot vallottak, és Wilsont másodszor nevezték ki miniszterelnöknek, immár egy kisebbségi kormány vezetőjeként. Wilson 1974 októberére előrehozott választást írt ki, amely kis többséget biztosított a Munkáspártnak. Második miniszterelnöki hivatali ideje alatt Wilson felügyelte azt a népszavazást, amely megerősítette az Egyesült Királyság Európai Közösségek-beli tagságát. 1976 márciusában hirtelen bejelentette lemondását a miniszterelnöki posztról, utódja James Callaghan lett. Wilson az Alsóház képviselője maradt egészen 1983-as nyugdíjba vonulásáig, amikor is megkapta a Rievaulx bárója címet, így a Lordok Háza tagjává vált.

## Megítélése
A történészek úgy értékelik őt, hogy komoly szakértelemmel vezette a Munkáspártot nehéz politikai kérdésekben. Wilson népszerűsége alacsony volt, amikor elhagyta hivatalát, ez még 2016-ban is így maradt. A legfontosabb kérdések, amelyekkel szembesült, a köztulajdon szerepe, az Európai Közösségek tagsága, valamint az, hogyan kerülje el, hogy brit csapatok vegyenek részt a vietnámi háborúban. Wilson szocializmushoz való hozzáállását egyesek túl mérsékeltnek, mások túl baloldalinak tartották. A Munkáspárt enyhe-baloldalának ("soft left") tagjaként a zömmel szociáldemokratákból álló kabinet vezetésével sokszor úgy viccelődött, hogy ő mint bolsevista forradalmár vezeti a cárságpárti kabinettagokat.

## Fordítás
- Ez a szócikk részben vagy egészben  a   Harold Wilson című angol Wikipédia-szócikk ezen változatának fordításán alapul.  Az eredeti cikk szerkesztőit annak laptörténete sorolja fel. Ez a jelzés csupán a megfogalmazás eredetét és a szerzői jogokat jelzi, nem szolgál a cikkben szereplő információk forrásmegjelöléseként.

| Elődje: Edward Heath | Az Egyesült Királyság miniszterelnöke 1974. március 4. – 1976. április 5. | Utódja: James Callaghan |

| Elődje: Alec Douglas-Home | Az Egyesült Királyság miniszterelnöke 1964. október 16. – 1970. június 19. | Utódja: Edward Heath |